# Genocyber
Genocyber (ジェノサイバー, Jenosaibā) é uma série de mangá escrita e ilustrada por Tony Takezaki. Um único volume foi publicada em 1993 pela Byakuya Shobo, e a série não foi finalizada. No ano seguinte, a obra serviu de base para uma série de anime produzido pelo estúdio Artmic em parceria com a Bandai Visual e lançada diretamente para mercado de vídeo
A versão anime foi exibida na TV brasileira em 1997, no programa U.S. Manga da extinta Rede Manchete. A série também foi lançada em VHS no Brasil pela Flashstar Home Vídeo. O mangá foi lançado na França em 1996 pela Samouraï Éditions

## Enredo
A história detalha a criação da mais sofisticada arma biológica já produzida, o Genocyber, um monstro criado a partir de duas jovens irmãs paranormais. O curioso é que, apesar de ser criado a partir das mentes de duas meninas, Genocyber tem todas as suas características visivelmente masculinas, como músculos mais desenvolvidos e tronco mais largo que a média das mulheres, denotando ser um "homem". Com início em Hong Kong, a história segue uma garota muda, que contra sua vontade, é levada pelas ambições de um cientista louco que quer combinar os poderes da garota com os de sua aleijada irmã para ativar o Genocyber. Após uma busca brutal, que deixa dúzias de corpos em seu caminho, a garota é aparentemente capturada por agentes de uma obscura organização governamental e o cientista preso. Porém, a garota escapa, matando o cientista e os agentes do governo. Este episódio do OVA termina quando a garota encontra seu único amigo, um menino, morto após cair de um prédio em construção. A garota se transforma no Genocyber, e segue para destruir Hong Kong completamente.
No segundo e terceiro episódios, o projeto Genocyber é movido para um gigantesco navio de guerra, onde a misteriosa garota de onde ele veio aparece e é recolhida pela médica do navio, que havia perdido sua filha em acidente aéreo. O Genocyber mais uma vez enlouquece, e destrói tudo a sua volta.
No começo do quarto episódio, Legend of Ark Grand, parte 1, encontramos o Genocyber ainda em seu caminho de destruição, e parece já ter destruído praticamente toda a civilização em seus combates contra todos os exércitos do mundo, até ser finalmente derrotado, em algum momento durante o século XXIV. A história começa no inicio do século XXV, com dois personagens, Mel, uma garota para-normal cega, e Rin, seu namorado. Os dois estão visitando um dos últimos bastiões da civilização humana, a cidade de Ark Grand, para tentar recuperar a visão de Mel.  Após um tempo ganhando dinheiro nas ruas, eles acabam tendo problemas com a policia, e terminam nas ruínas subterrâneas da cidade que havia naquele local antes da construção de Ark De Grande. Lá, descobrimos que este também é o local do descanso final do Genocyber, e que uma seita obscura  agora o adora com se fosse um deus, e esperam o retorno de seu "deus" para purificar a cidade.
No episódio 5, Legends of Ark Grand, parte 2, a segunda metade desta história, Mel foi adotada como um tipo arauto pela seita. Os despóticos líderes da cidade decidem, enquanto se preparam para o qüinquagésimo aniversário da cidade, exterminar a seita. Enquanto isso, Rin está com amnésia, e é capturado e torturado pelas autoridades. Os esquadrões da morte aparecem no esconderijo subterrâneo, e Mel, que desenvolveu um tipo de "entendimento" com o Genocyber, pede vingança, iniciando o conflito final com o que sobrou das forças Kyuryu Group.

## Dublagem brasileira
- Bajuranoid - Gilberto Baroli
- Rin - Hermes Baroli
- Pastor de Grand Ark - Fábio Moura
- Mel - Denise Popitz

## Recepção
Genocyber ficou conhecido por seu conteúdo polêmico e sua violência extremamente gráfica. O OVA "quebra a regra não escrita de que você nunca [deve] mostrar uma criança ficando seriamente ferida ou morta" e "tem [uma] satisfação sádica sendo tão real quanto possível" uma vez que apresenta muitas vítimas sendo brutalmente desmembradas ou estripadas em todo o OVA.